# 福岡県道538号湊塩浜線
福岡県道538号湊塩浜線（ふくおかけんどう538ごう みなとしおはません）は、福岡県糟屋郡新宮町から福岡市東区に至る一般県道である。

## 概要
糟屋郡新宮町大字湊から福岡市東区和白5丁目に至る。
もともとは福岡県道537号湊下府線と福岡県道59号志賀島和白線を連絡する全長3 kmにも満たない片道1車線の道路であった。
1990年代に入り、イチゴ畑や田畑だった沿道も、続々と宅地やスーパーマーケットが建てられていき、周辺の人口が増加。交通量も増加した。
また、全線片側2車線化に伴い、全線を3ブロックに分け、まずは起点の湊から三苫駅入口の片道2車線化が完了し、段階ごとに進めており、2020年（令和2年）10月ごろ三苫三差路 - 塩浜三苫口の片側2車線化が完了し、全線片側2車線化が完了した。
福岡県道537号湊下府線のバイパスが開通したことにより、終点・塩浜より直進して国道495号と国道3号にアクセスすることが容易となった。

### 路線データ
- 起点：糟屋郡新宮町大字湊（福岡県道537号湊下府線起点）
- 終点：福岡市東区和白5丁目（塩浜三苫口交差点、福岡県道59号志賀島和白線交点）
- 総延長：2.8 km

## 路線状況

### 重複区間
- 福岡県道537号湊下府線（糟屋郡新宮町大字湊）

### 道路施設

#### 橋梁
- 三苫橋（福岡市東区）

## 地理

### 通過する自治体
- 糟屋郡新宮町
- 福岡市（東区）

### 交差する道路
| 交差する道路                       | 市町村名 | 市町村名 | 交差する場所 | 交差する場所            |
| ---------------------------------- | -------- | -------- | ------------ | ----------------------- |
| 福岡県道537号湊下府線 重複区間起点 | 糟屋郡   | 新宮町   | 大字湊       | 起点                    |
| 福岡県道537号湊下府線 重複区間終点 | 糟屋郡   | 新宮町   | 大字湊       | 湊原添交差点            |
| 福岡県道59号志賀島和白線           | 福岡市   | 東区     | 和白5丁目    | 塩浜三苫口交差点 / 終点 |

### 沿線
- 福岡市立和白中学校
- 福岡市立和白小学校
- 福岡市立三苫小学校
- 綿津見神社
- 西鉄貝塚線 三苫駅